# 矢祭もったいない図書館
矢祭もったいない図書館（やまつりもったいないとしょかん）は、福島県東白川郡矢祭町にある公立図書館である。

## 概要
蔵書の多くが寄付された書籍であり、建物も書庫を除き町所有の古い武道館を改装して開館した。

## 歴史
- 2005年 - 町民アンケートにて図書館建設希望が多数上がる[2]。町有の武道館（柔剣道館）を1億2000万円の予算で改築することで、図書館の建物に充てることが決定される[2]。

但し、それに対する町所有の図書は3000冊であり、図書購入予算は300万円であった。
- 2006年7月 - 自立推進課・図書館建設グループ長であった高信由美子の発案により、3万冊を目標として全国に本の寄贈を呼びかけた。送料は寄贈者負担という条件であった。この呼びかけに対して、約29万冊（当時）もの本が集まった[2]。
- 2007年1月14日 - 矢祭もったいない図書館が開館した。貸し出しにまわされた本は、3万6000冊であった[2]。館の運営は住民ボランティア中心、12名の運営委員会によって行なわれた。初代館長は、やはり住民ボランティアの斎藤守保であった。図書館の実務に関しては、1日4名体制の有償ボランティアが担当した。この年、矢祭もったいない図書館は、Library of the Yearの優秀賞を受賞した。2007年度の入館者数は、1万1016人であった[2]。
- 2009年 - 子ども司書制度を発足させた。これは、矢祭町出身で「朝の読書運動」を推進する佐川二亮の助言による[2]。
- 本の寄贈はその後も継続して受け入れられ、2014年3月現在で、45万2215冊にのぼっている。このため、町は開架書庫（26万冊収蔵可能）を新築し、貸し出し図書は約7万冊に拡大した[2]。

- しかし、開館初年度の2007年（平成19年）度がピークとなって利用が減少傾向にあり、2015年（平成27年）度には利用者は2469人・貸出冊数1万247冊と当初の半分以下に減少している[1]。
- 2016年（平成28年）度より町の運営となる。[3]

## 開館時間
- 9:30-18:00

休館
- 月曜日（祝日及び国民の休日の場合は開館）
- 年末年始（12月31日 - 1月2日）
- 図書整理期間

## 図書館へのアクセス

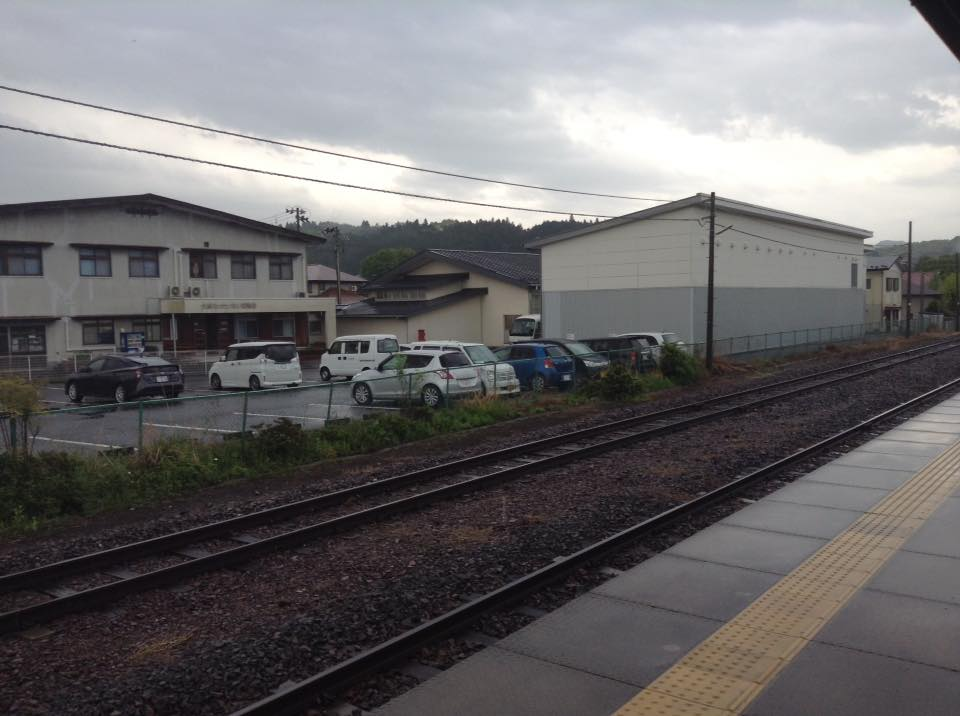
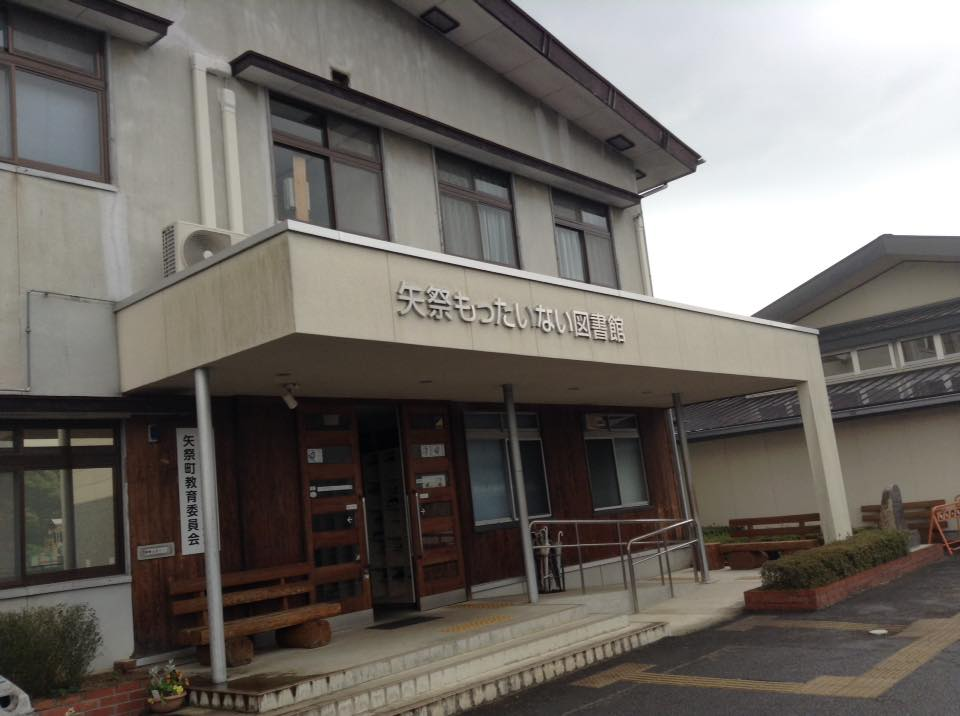
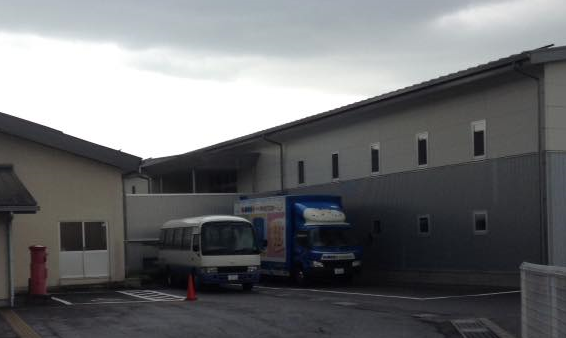

- JR水郡線東館駅下車、徒歩1分